# Micrantheum ericoides
Micrantheum ericoides là một loài thực vật có hoa trong họ Picrodendraceae. Loài này được Desf. mô tả khoa học đầu tiên năm 1818.